# Desa Parapatan (administrativ by i Indonesien, lat -6,70, long 108,36)
Desa Parapatan är en administrativ by i Indonesien.   Den ligger i provinsen Jawa Barat, i den västra delen av landet, 180 km öster om huvudstaden Jakarta.